# Opuntia anacantha
Opuntia anacantha es una especie fanerógama perteneciente a la familia Cactaceae. 

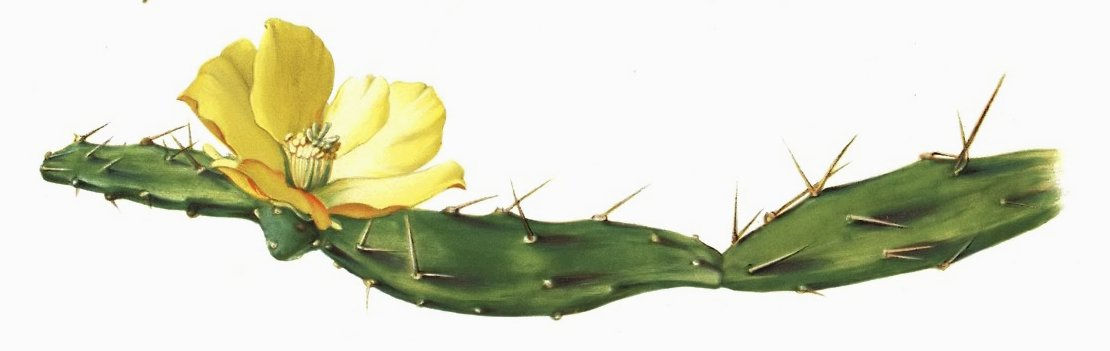
Ilustración

## Descripción
Cactus de porte arbustivo de unos 60 cm de altura y 2,5 de ancho, normalmente postrado, a veces trepador gracias a sus raíces adventicias. Los segmentos, de color verde oscuro son planos, estrechos y de forma elíptica, de unos 5 a 40 cm de largo por 3,5 a 7 cm de ancho. Las areolas son pequeñas. Flores amarillo anaranjadas o naranjas de 4 cm de largo.

## Distribución
Es nativa del norte de Argentina y Bolivia.

## Taxonomía
Opuntia anacantha  fue descrita por Carlos Luis Spegazzini y publicado en Bulletin du Muséum d'Histoire Naturelle 10: 391. 1904.
Etimología
Opuntia: nombre genérico  que proviene del griego usado por Plinio el Viejo para una planta que creció alrededor de la ciudad de Opus en Grecia.
anacantha: epíteto latino que significa "sin espinas".
Sinonimia
- Opuntia grosseana
- Opuntia canina
- Opuntia kiska-loro
- Platyopuntia kiska-loro
- Opuntia retrorsa
- Platyopuntia retrorsa
- Opuntia utikilio
- Opuntia bispinosa[4]